# Långa soffan

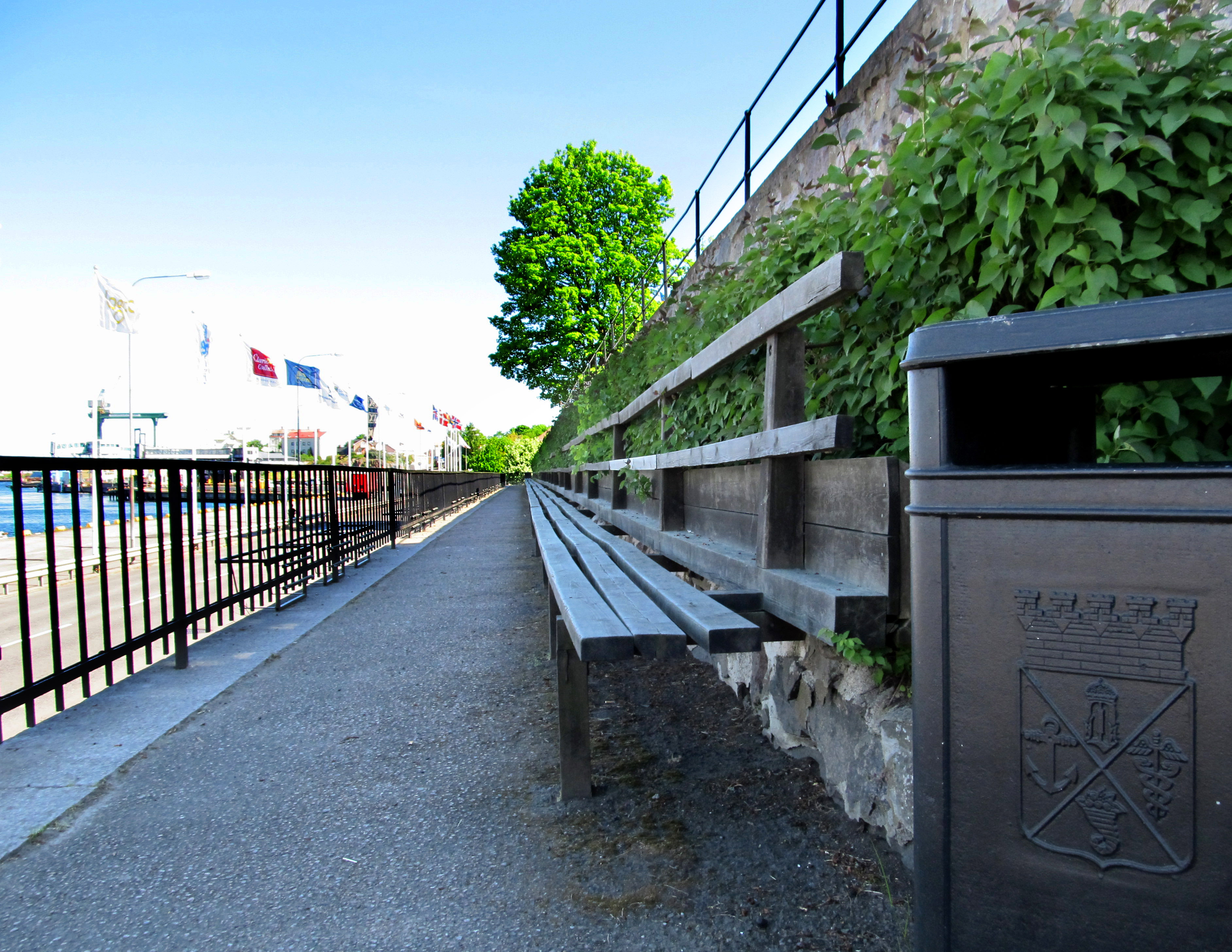
Långa soffan, fotograferad sommaren 2012.

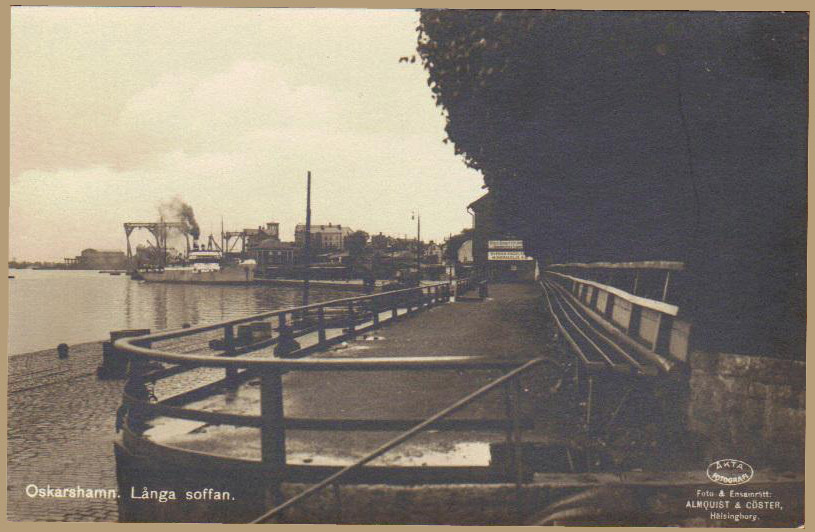
Långa soffan före 1935. Nedre terrassen var då aningen bredare, med större utrymme framför soffan.

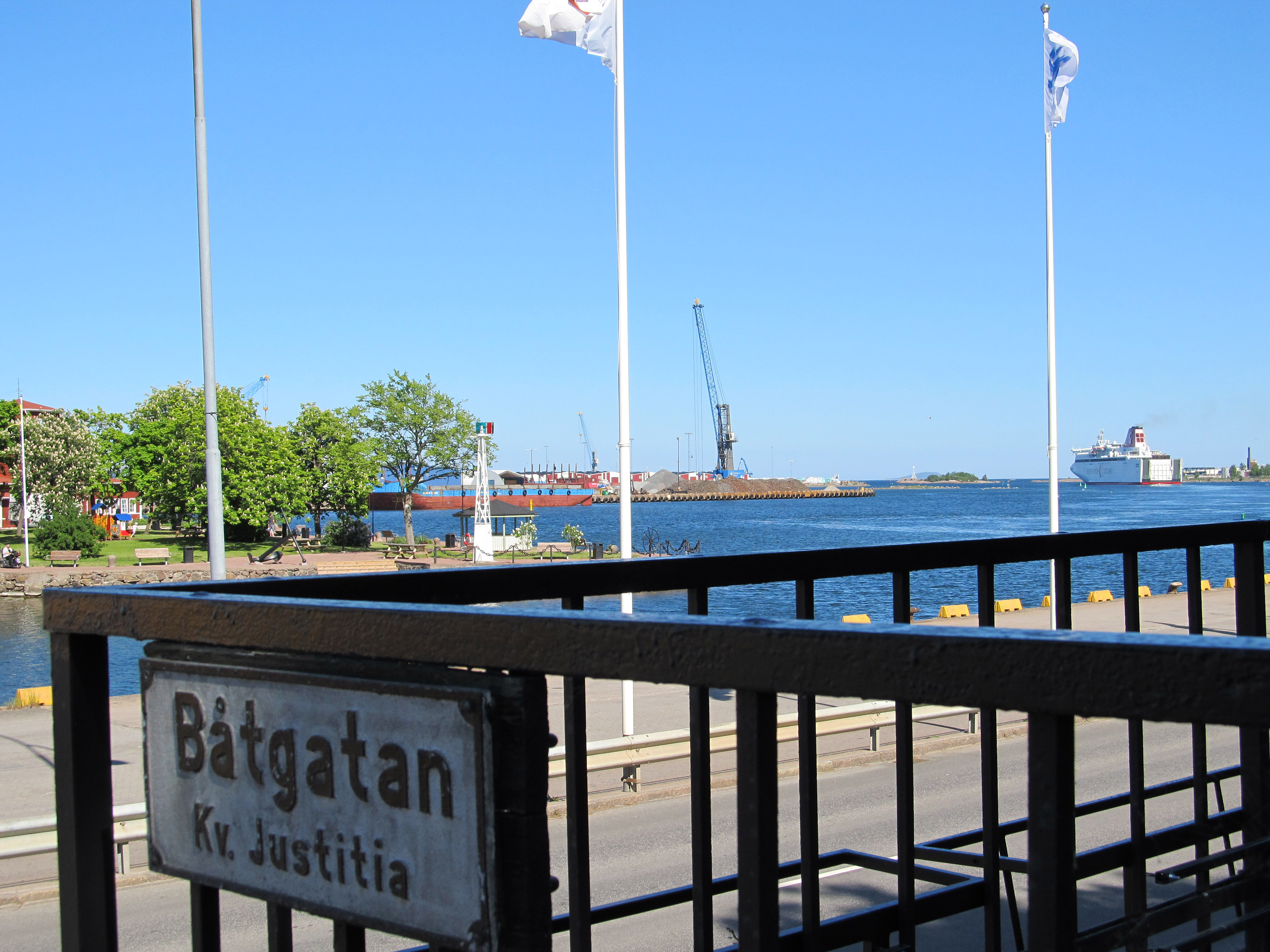
Utsikt från västra trappan (Båtgatan).

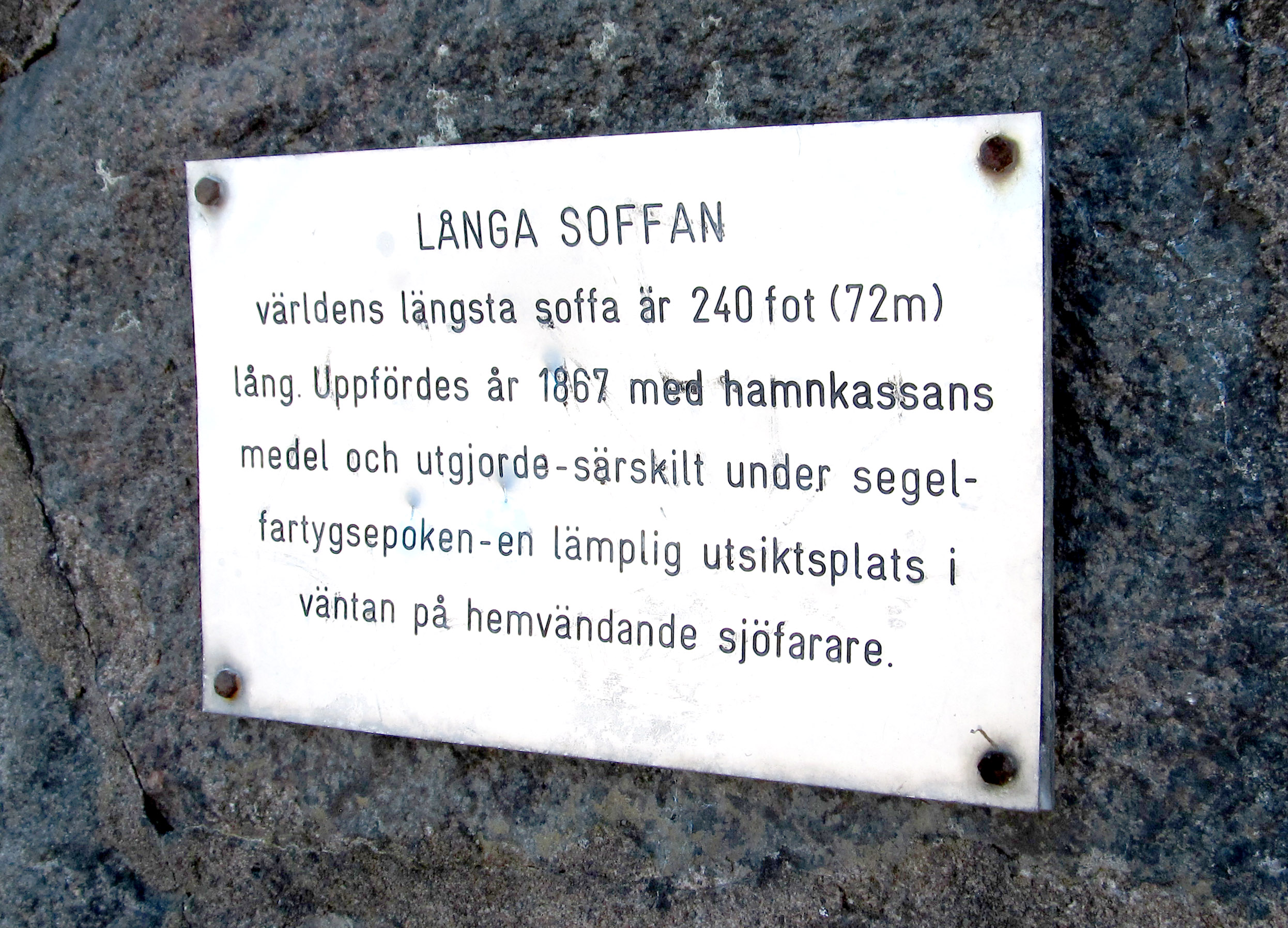
Långa soffans informationsskylt.

Långa soffan är en 72 meter lång parkbänk vid hamnområdet i centrala Oskarshamn, Småland. Soffan är byggd år 1867, på en terrassförsedd höjd i den södra delen av hamnen. Den löper längs den nedre av de två avsatser som tillsammans utgör Rådhusterrassen.

## Allmänt
Långa soffan har sedan den tillkom 1867 varit ett karaktäristiskt inslag i Oskarshamns stadsbild. Soffans läge ger en panoramautsikt över Oskarshamns hamn och dess hamninlopp med Östersjön och ön Blå Jungfrun vid horisonten. Med sina 72 meters längd har det spekulerats i om soffan hör till Sveriges längsta, Europas längsta, eller till och med världens längsta (se skylt-text nedan). Förr i tiden sägs fiskarhustrurna ha suttit på soffan och spanat mot horisonten efter sina män i väntan på att de skulle återvända från sjön.
På den informationsskylt som finns på terrassens nedre stenmur står följande att läsa:
| ”                                   | LÅNGA SOFFAN världens längsta soffa är 240 fot (72 m) lång. Uppfördes år 1867 med hamnkassans medel och utgjorde – särskilt under segelfartygsepoken – en lämplig utsiktsplats i väntan på hemvändande sjöfarare. | „ |
| – Text på soffans informationsskylt | |   |

## Historik
I samband med att den södra kajen i Oskarshamn anlades på 1800-talet så byggdes också Rådhusterrassen och Långa soffan nedanför det gamla rådhuset. Rådhusterrassen består egentligen av två terrasser, en övre och en nedre avsats förbundna med stentrappor. 
Den nedre terrassen på vilken Långa soffan är placerad, stod färdig 1867. Den uppfördes under ledning av dåvarande hamnkaptenen Landgren och finansierades med hamnkassans medel. Den övre terrassen försågs med grönytor och växter. Området med planteringar och buskar närmast Rådhuset kallas Rådhusträdgården. I övrigt består den övre terrassen av öppna grönytor, lövträd och några fasta parksoffor. Båda terrasserna är omgärdade av räcken i svart smidesjärn.   
Stentrapporna löper på båda sidor om terrasserna ned mot södra kajen och Skeppsbron. Den västra av trapporna övergår i sin övre del i en kullerstensbelagd gränd vid namn Båtgatan, en gränd som i sin tur leder upp mot Varvsgatan. Rådhusterrassen avgränsas i öster av det nuvarande stadshuset och i väster av A. Peterssons hus.

### Genomförda förändringar
År 1935 byggdes Rådhusterrassen om genom att den nedre avsatsen gjordes smalare. Detta i sin tur gjorde att utrymmet mellan soffan och räcket mot Skeppsbron blev lite mindre. Man minskade även antalet trappor som ledde ned mot Skeppsbron från de ursprungliga fyra, till dagens två. Åtgärderna genomfördes för att bereda plats åt större fartygslaster på södra kajen samt för ökad biltrafik på Skeppsbron.

## Långa soffan idag
Långa soffan är än idag en plats dit folk söker sig för avkoppling eller för att beundra utsikten. Soffan och terrasserna fungerar även som "läktare" vid diverse evenemang i hamnområdet, som vid fyrverkerierna som skjuts upp från Badholmen varje nyårsafton och vid det årliga motorbåtsloppet Oskarshamn offshore race.